# Liste der Stolpersteine in Meiningen
Die Liste der Stolpersteine in Meiningen enthält alle Stolpersteine, die im Rahmen des gleichnamigen Kunst-Projekts von Gunter Demnig in Meiningen verlegt wurden. Mit ihnen soll Opfern des Nationalsozialismus gedacht werden, die in Meiningen lebten und wirkten. In den Jahren 2010 (drei Steine), 2011 (5), 2014 (6), 2018 (21) und 2022 (12) wurden insgesamt 47 Steine an 17 Adressen verlegt.

## Liste der Stolpersteine
| Adresse                     | Name                  | Inschrift mit Ergänzungen                                                                            | Verlegedatum  | Bild | Anmerkung |
| --------------------------- | --------------------- | --- | ------------- | ---- | --- |
| Am Mittleren Rasen 2 ·      | Else Oestreicher      | Hier wohnte Else Oestreicher Geb. Sacki Jg. 1872 gedemütigt/entrechtet Flucht in den Tod 25.2.1942   | 31. Mai 2010  |      | Wikidata: Q134503231 |
| Am Mittleren Rasen 2 ·      | Käthe Thun            | Hier wohnte Käthe Thun Geb. Goldschmidt Jg. 1870 gedemütigt/entrechtet Flucht in den Tod 10.1.1944   | 31. Mai 2010  |      | Wikidata: Q134503261 |
| Neu-Ulmer-Straße ·          | Paula Romberg         | Hier wohnte Paula Romberg Jg. 1867 deportiert 1942 Theresienstadt tot 14.2.1943                      | 31. Mai 2010  |      | |
| Feodorenstraße 14 ·         | Henny Ortweiler       | Hier wohnte Henny Ortweiler Geb. Müller Jg. 1890 deportiert 10. Mai 1942 Ghetto Belzyce ermordet     | 30. Sep. 2011 |      | |
| Feodorenstraße 14 ·         | Heinrich Ortweiler    | Hier wohnte Heinrich Ortweiler Jg. 1882 verhaftet 9. Nov. 1938 ermordet 5. Dez. 1938 in Buchenwald   | 30. Sep. 2011 |      | |
| Bella Aul Straße 8 ·        | Bella Aul             | Hier wohnte Bella Aul Geb. Reis Jg. 1863 deportiert 1942 ermordet in Auschwitz                       | 30. Sep. 2011 |      | |
| Leipziger Straße 8 ·        | Hedwig Mosbacher      | Hier wohnte Hedwig Mosbacher Geb. Heinemann Jg. 1902 deportiert 10. Mai 1942 Ghetto Belzyce ermordet | 30. Sep. 2011 |      | |
| Leipziger Straße 8 ·        | Otto Mosbacher        | Hier wohnte Otto Mosbacher Jg. 1894 deportiert 10. Mai 1942 Ghetto Belzyce ermordet                  | 30. Sep. 2011 |      | |
| Leipziger Straße 34 ·       | Ingeborg Eisemann     | Hier wohnte Ingeborg Eisemann Jg. 1925 deportiert 1942 Belzyce ermordet                              | 25. Sep. 2014 |      | |
| Leipziger Straße 34 ·       | Ida Eisemann          | Hier wohnte Ida Eisemann Geb. Hamburger Jg. 1895 deportiert 1942 Belzyce ermordet                    | 25. Sep. 2014 |      | |
| Leipziger Straße 34 ·       | Julius Eisemann       | Hier wohnte Julius Eisemann Jg. 1888 gedemütigt/entrechtet Tot 20.6.1935                             | 25. Sep. 2014 |      | |
| Freitagsgasse 2 ·           | Joachim Rawicz        | Hier wohnte Joachim Rawicz Jg. 1925 deportiert 1942 Belzyce ermordet                                 | 25. Sep. 2014 |      | |
| Freitagsgasse 2 ·           | Abraham Alfred Rawicz | Hier wohnte Abraham Alfred Rawicz Jg. 1887 deportiert 1942 Theresienstadt 1943 Auschwitz ermordet    | 25. Sep. 2014 |      | |
| Freitagsgasse 2 ·           | Meta Rawicz           | Hier wohnte Meta Rawicz Geb. Haase Jg. 1892 deportiert 1942 Theresienstadt 1943 Auschwitz ermordet   | 25. Sep. 2014 |      | |
| Ludwig-Chronegk-Straße 12 · | Else Mühlfelder       | Hier wohnte Else Mühlfelder geb. Mayer Jg. 1898 deportiert 1942 Belzyce ermordet                     | 21. Nov. 2018 |      | |
| Ludwig-Chronegk-Straße 12 · | Sally Mühlfelder      | Hier wohnte Sally Mühlfelder Jg. 1884 deportiert 1942 Belzyce ermordet                               | 21. Nov. 2018 |      | |
| Marienstraße 6 ·            | Gutta Laub            | Hier wohnte Gutta Laub geb. Erlanger Jg. 1873 deportiert 1942 Theresienstadt ermordet 14.7.1943      | 21. Nov. 2018 |      | |
| Neu-Ulmer-Straße 20 ·       | Pauline Ullstein      | Hier wohnte Pauline Ullstein Jg. 1854 deportiert 1942 Theresienstadt ermordet 27.10.1942             | 21. Nov. 2018 |      | |
| Schöne Aussicht 10 ·        | Gustav Doctor         | Hier wohnte Gustav Doctor Jg. 1887 deportiert 1942 Theresienstadt 1943 Auschwitz ermordet 29.1.1943  | 21. Nov. 2018 |      | |
| Anton-Ulrich-Straße 10 ·    | Jette Heimann         | Hier wohnte Jette Heimann geb. Kuhlmann Jg. 1873 deportiert 1942 Theresienstadt ermordet 25.1.1943   | 21. Nov. 2018 |      | |
| Anton-Ulrich-Straße 10 ·    | Markus Heimann        | Hier wohnte Markus Heimann Jg. 1870 'Schutzhaft’ 1938 Buchenwald ermordet 21.11.1938                 | 21. Nov. 2018 |      | |
| Leipziger Straße 8 ·        | Meta Heinemann        | Hier wohnte Meta Heinemann geb. Kaumheimer Jg. 1877 deportiert 1942 Theresienstadt ermordet 2.2.1945 | 21. Nov. 2018 |      | |
| Alte Kirchgasse 2 ·         | Ire Stromwasser       | Hier wohnte Ire Stromwasser Jg. 1859 deportiert 1942 Theresienstadt ermordet 3.10.1942               | 21. Nov. 2018 |      | |
| Alte Kirchgasse 2 ·         | Berich Stromwasser    | Hier wohnte Berich Stromwasser Jg. 1895 deportiert 1942 Belzyce ermordet                             | 21. Nov. 2018 |      | |
| Alte Kirchgasse 2 ·         | Recha Stromwasser     | Hier wohnte Recha Stromwasser Jg. 1904 deportiert 1942 Belzyce ermordet                              | 21. Nov. 2018 |      | |
| Alte Kirchgasse 2 ·         | Julius Schlesinger    | Hier wohnte Julius Schlesinger Jg. 1898 deportiert 1942 Belzyce ermordet                             | 21. Nov. 2018 |      | |
| Steinweg 7 ·                | Ilse Schaefer         | Hier wohnte Ilse Schaefer geb. Walter Jg. 1903 deportiert 1942 Belzyce ermordet                      | 21. Nov. 2018 |      | |
| Steinweg 7 ·                | Siegbert Schaefer     | Hier wohnte Siegbert Schaefer Jg. 1906 verhaftet 19.11.1941 Buchenwald ermordet 24.12.1941           | 21. Nov. 2018 |      | |
| Steinweg 7 ·                | Gertrud Stein         | Hier wohnte Gertrud Stein geb. Müller Jg. 1886 deportiert 1942 Belzyce ermordet                      | 21. Nov. 2018 |      | |
| Steinweg 7 ·                | Ruth Stein            | Hier wohnte Ruth Stein Jg. 1920 deportiert 1942 Belzyce ermordet                                     | 21. Nov. 2018 |      | |
| Steinweg 7 ·                | Stephan Stein         | Hier wohnte Stephan Stein Jg. 1924 deportiert 1942 Belzyce ermordet                                  | 21. Nov. 2018 |      | |
| Steinweg 7 ·                | Julius Stein          | Hier wohnte Julius Stein Jg. 1894 verhaftet März 1942 Buchenwald Dachau ermordet 8.7.1942            | 21. Nov. 2018 |      | |
| Steinweg 7 ·                | Grete Stein           | Hier wohnte Grete Stein geb. Müller Jg. 1892 deportiert 1942 Belzyce ermordet                        | 21. Nov. 2018 |      | |
| Steinweg 7 ·                | Erika Stein           | Hier wohnte Erika Stein Jg. 1927 deportiert 1942 Belzyce ermordet                                    | 21. Nov. 2018 |      | |
| Steinweg 21 ·               | Nathan Eliaschow      | Hier wohnte Nathan Eliaschow Jg. 1861 'Schutzhaft’ 1938 Buchenwald ermordet 20.11.1938               | 21. Nov. 2018 |      | |
| Sachsenstraße 5/6 ·         | Helene Schöngut       | Hier wohnte Helene Schöngut geb. Levy Jg. 1875 deportiert 1942 Theresienstadt ermordet 7.5.1943      | 19. Sep. 2022 |      | Das große Wohnhaus Sachsenstraße 5/6, genannt „Brockenburg“, wurde von den Nationalsozialisten als Ghetto für die Meininger Juden eingerichtet. Am 19. September 1942 wurden von hier 35 jüdische Mitbürger deportiert, für neun von ihnen wurden hier Stolpersteine verlegt. |
| Sachsenstraße 5/6 ·         | Josef Frank           | Hier wohnte Josef Frank Jg. 1885 'Schutzhaft’ 1938 Buchenwald deportiert 1942 Belzyce ermordet       | 19. Sep. 2022 |      | |
| Sachsenstraße 5/6 ·         | Irma Frank            | Hier wohnte Irma Frank geb. Einstädter Jg. 1894 deportiert 1942 Belzyce ermordet                     | 19. Sep. 2022 |      | |
| Sachsenstraße 5/6 ·         | Hans Frank            | Hier wohnte Hans Frank Jg. 1918 Flucht 1938 USA                                                      | 19. Sep. 2022 |      | |
| Sachsenstraße 5/6 ·         | Liesel Frank          | Hier wohnte Liesel Frank Jg. 1931 deportiert 1942 Belzyce ermordet                                   | 19. Sep. 2022 |      | |
| Sachsenstraße 5/6 ·         | Werner Frank          | Hier wohnte Werner Frank Jg. 1934 deportiert 1942 Belzyce ermordet                                   | 19. Sep. 2022 |      | |
| Sachsenstraße 5/6 ·         | Hugo Lang             | Hier wohnte Hugo Lang Jg. 1867 deportiert 1942 Theresienstadt ermordet 6.10.1942                     | 19. Sep. 2022 |      | |
| Sachsenstraße 5/6 ·         | Melanie Lang          | Hier wohnte Melanie Lang geb. Mayer Jg. 1866 deportiert 1942 Theresienstadt ermordet 1.5.1943        | 19. Sep. 2022 |      | |
| Sachsenstraße 5/6 ·         | Dagobert Lang         | Hier wohnte Dagobert Lang Jg. 1892 deportiert 1942 Belzyce ermordet                                  | 19. Sep. 2022 |      | |
| Sachsenstraße 5/6 ·         | Werner Lang           | Hier wohnte Werner Lang Jg. 1900 'Schutzhaft’ 1938 Buchenwald deportiert 1942 Belzyce ermordet       | 19. Sep. 2022 |      | |
| Bechsteinstraße 3 ·         | August Grosch         | Hier wohnte August Grosch Jg. 1859 ausgegrenzt/drangsaliert tot 12. Juni 1939                        | 19. Sep. 2022 |      | |
| Bechsteinstraße 3 ·         | Elsa Grosch           | Hier wohnte Elsa Grosch geb. Ulmann Jg. 1864 deportiert 1945 Theresienstadt befreit                  | 19. Sep. 2022 |      | |